# Evarcha bihastata
Evarcha bihastata – gatunek pająka z rodziny skakunowatych.
Gatunek ten opisany został w 2000 roku przez Wandę Wesołowską i Anthony’ego Russella-Smitha na podstawie parki okazów, odłowionych w Mkomazi Game Reserve.
Pająk o dość wysokim karapaksie długości 1,9 mm u samca i 2,2 mm u samicy, ubarwionym pomarańczowo z brązowymi szczecinkami i białymi włoskami w okolicy oczu. Samiec barwę narządów gębowych ma brązową, sternum żółtawą, odnóży brązową z żółtym obrączkowaniem, Kądziołków ciemnoszarą, spodu opistosomy szarawą, a jej wierzchu żółtawobiałą ze słabo zaznaczonym brązowawym wzorem. U samic kolory są ciemniejsze. Samca charakteryzuje rozdwojony embolus, płytkie wcięcie na szczycie apofizy goleniowej i zaokrąglony bulbus o trójkątnym płacie nasadowym. Samica ma wielokomorowe spermateki i dwie kieszonki na epigyne, koło bruzdy epigastralnej.
Pająk afrotropikalny, znany wyłącznie z Tanzanii.